# Webgewicht

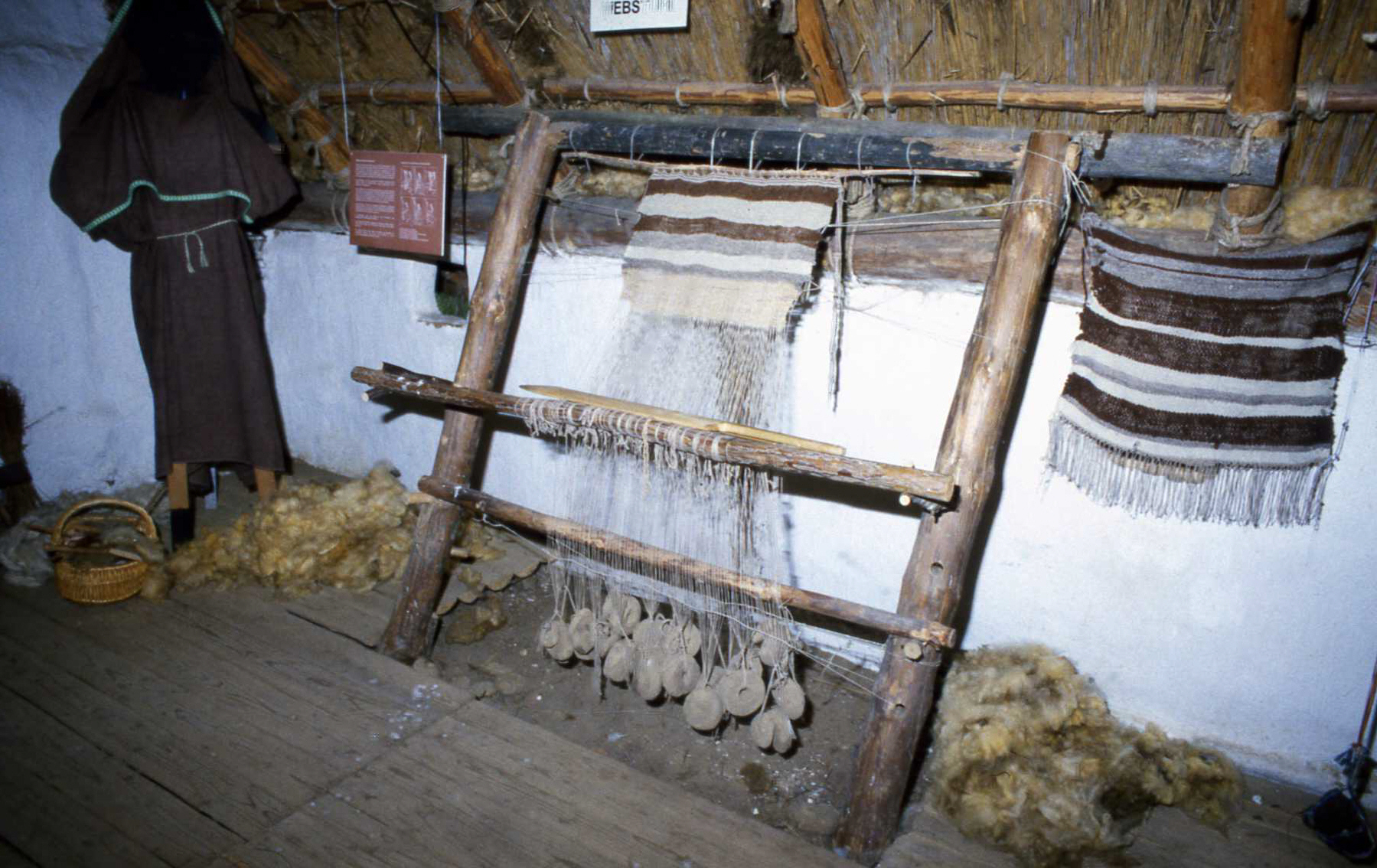
Rekonstruierter Webstuhl mit ringförmigen Gewichten im Experimentalzentrum Gammel Lejre (Dänemark)

Webgewichte dienen bei prähistorischen, antiken und mittelalterlichen Gewichtswebstühlen zum Spannen der Kettfäden.
In archäologischen Fundzusammenhängen sind von Webstühlen meist nur die aus lithischem oder keramischem Material bestehenden Webgewichte erhalten. Meist bestehen sie aus grob gebranntem Ton. Während die Holzteile des Webstuhls vergangen sind, liegen die Gewichte in Grubenhäusern gelegentlich noch so in einer Reihe nebeneinander, wie sie am Webstuhl befestigt waren. Die Formen sind unterschiedlich, so sind ringförmige, konische und pyramidenförmige Exemplare bekannt. Webgewichte sind stets mit einem Loch zur Befestigung der Kettfäden versehen.
Florian M. Müller schließt bei Webgewichten, ähnlich wie bei Spinnwirteln, auch eine Verwendung im Rahmen von Ritualen nicht aus.